# Ceefax
Ceefax (omofono inglese di "See Facts") è stato il primo servizio di teletext al mondo. Era di proprietà di BBC. È nato nel 1973 ed è stato terminato il 23 ottobre 2012, quando l'Irlanda del Nord è passata al digitale.

## Tecnologia
Lo standard Ceefax/ORACLE è stato internazionalizzato nel 1980 con il nome di World System Teletext, che fu adottato dallo standard CCIR (ora ITU-R BT.653). Come gli altri teletext, anche questo viene trasmesso nella banda del segnale con l'immagine e decodificata da un circuito di controllo.

## Pages from Ceefax
Pages from Ceefax è stato un programma televisivo della BBC che mostrava alcune pagine selezionate di Ceefax (tipicamente News) come un programma TV per chi non aveva il decodificatore Teletext. Ovviamente, la natura interattiva non era disponibile. Era accompagnato da musica (stock music o toni discontinui). L'ultima trasmissione andò nelle ultime ore del 22 ottobre 2012 e la musica scelta fu BART di Ruby.